# Sabiana
Sabiana (en géorgien : ღირსი საბიანა), aussi connue comme Sabiana de Samtskhe, est une moniale, sainte et vénérable géorgienne du Xe-XIe siècles. Elle passe l'essentiel de sa vie et son activité dans le monastère qu'elle dirige comme higoumène, dans la région de Samtskhe.
Sa mémoire est commémorée le 31 décembre dans l'Église orthodoxe.

## Biographie
Selon ses hagiographies orthodoxes, elle serait née au Xe siècle, en Géorgie. Elle aurait été higoumène d'un monastère dans la région de Samtskhe et se serait chargée d'enseigner aux novices rejoignant le monastère. Son disciple le plus célèbre aurait été Georges l'Athonite, un autre saint orthodoxe, futur érudit de la Communauté monastique du Mont Athos,. Sabiana aurait été son enseignante pendant trois ans, après quoi il aurait quitté le monastère pour suivre une carrière monastique ailleurs,. Avant d'être sa maîtresse, elle aurait reçu la sœur de Georges l'Athonite, nommée Tekla,. Selon les récits hagiographiques, elle l'aurait élevée « comme sa propre fille ».

## Célébrations
Sa mémoire est commémorée le 31 décembre dans l'Église orthodoxe,,.